# Cnephasia orthias
Cnephasia orthias là một loài bướm đêm thuộc họ Tortricidae. Nó được tìm thấy ở Úc.

## Hình ảnh

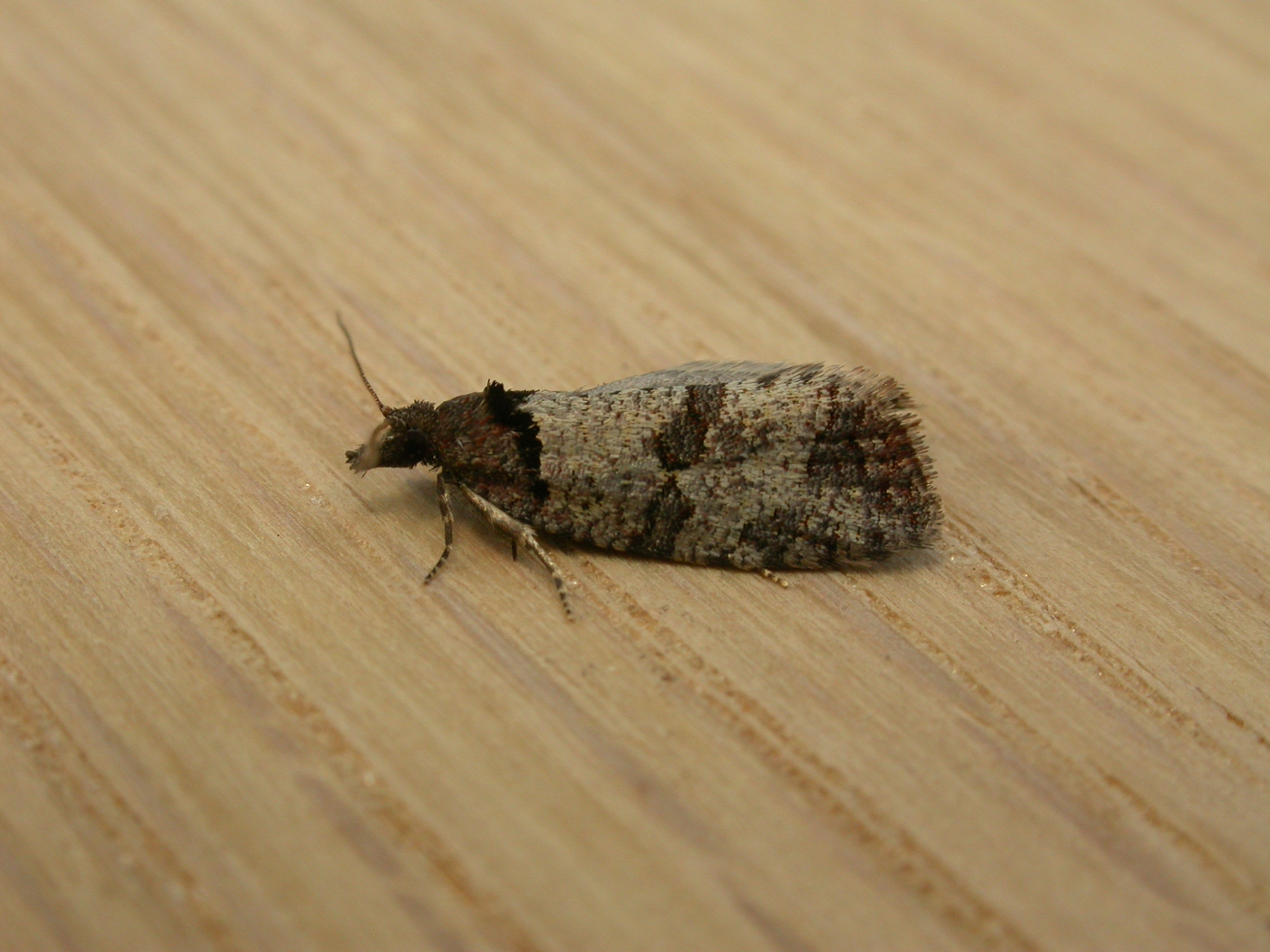